# MS基礎
| 特許名称 | 安定材付きベタ基礎工法           |
| 英文名称 | Matfoundation with Stabilizer    |
| 特許番号 | 第3706091号                      |
| 出願人   | コングロエンジニアリング株式会社 |

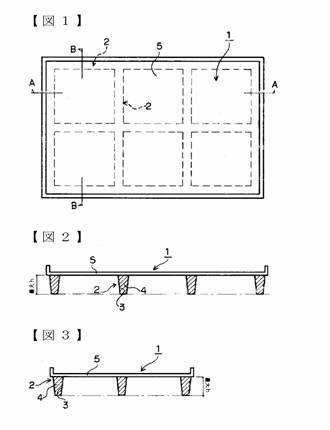
MS基礎
【図1】この発明の、第1の実施の形態を示すベタ基礎工法の概略平面図である。
【図2】図1のA－A線断面図である。
【図3】図1のB－B線断面図である。

MS基礎とは、地盤補強の一種。べた基礎(Matfoundation)+安定材(Stabilizer)の頭文字より、MS基礎と呼称している。

## 要約
安定材に上方から負荷がかかった場合でもその負荷を側面で受け止めて地盤への建物影響荷重を分散、軽減させてバランスと安定効果の向上を図ることができ、より不同沈下に強い安定材付きベタ基礎工法を提供すること。
基礎構築部分の近くに地盤の強弱により幅及び深さを調整した安定材造成用の溝3を、溝底面より上方に向けて次第に横断面が大きくなるように掘削するとともに、ソイルセメントを含む改良土質と置換し、その土質置換部分4をランマー等で転圧して土質強度と靭性をもたせた改良土質による安定材2を造った後、ベタ基礎部分にコンクリート5を打設して安定材とベタ基礎を一体化することを特徴とする。
符号の説明
1. ベタ基礎
2. 安定材
3. 安定材造成用の溝
4. 土質置換部分
5. コンクリート

## 発明の属する技術分野
この発明は、たとえば小規模の個人住宅建設予定地が軟弱地盤であるときに該軟弱地盤である基礎構築部分の近くに地盤安定材を打ち、地盤の不同沈下を抑止する安定材付きベタ基礎工法に関するものである。